# Bánáthy Péter
Dr. vitéz Bánáthy Péter (eredeti neve: Pallmann Péter; 1929-ig) (Billéd, 1884. október 12. – Makó, 1961. február 27.) református lelkész.

## Életpályája
1894–1902 között végezte el középiskoláit a szegedi városi főgimnáziumban. 1902. február 27-én lépett be a piarista rendbe Vácon. 1903–1907 között teológiát tanult Budapesten. 1906. szeptember 8-án tette le az esküt. 1907. június 27-én szentelték pappá. 1907–1911 között Nagykárolyban volt plébániai segédlelkész és vallástanár. 1911–1913 között vallástanár és a tanulók gimnáziumi felügyelője volt Kecskeméten. 1913–1914 között teológiai tanár volt Kolozsváron. 1914–1918 között a 31. gyalogezrednél kezdte meg szolgálatát, mint tábori lelkész. Megfordult Galíciában, az orosz fronton. 1915-ben az olasz frontra került, ahol megsebesült. 1916-tól teológiai doktor volt. 1916-ban a Monarchia hadifogolytáborába, Ostffyasszonyfára rendelték lelkészi szolgálatra. A táborban mintegy 200.000 hadifogoly fordult meg. 1917 őszén leszerelték. 1917-ben Debrecenben Baltazár Dezső mellett volt segédlelkész. 1917-1920 között Gyulán volt vallásoktató. 1920–1921 között Dobozon helyettes lelkész volt. 1921–1929 között Gyulán teljesítette lelkészi feladatait. 1927–1929 között az Egyházi Élet című újság szerkesztője volt Gyulán. Gyuláról került a Makó-belvárosi Református Egyházhoz 1929-ben. 1929-ben vitézzé avatták. Makón, az Aradi utcai iskolában lakott és tanított feleségével. 1951-ig szolgált Makón.
Sírja Makón, a református ótemetőben található.

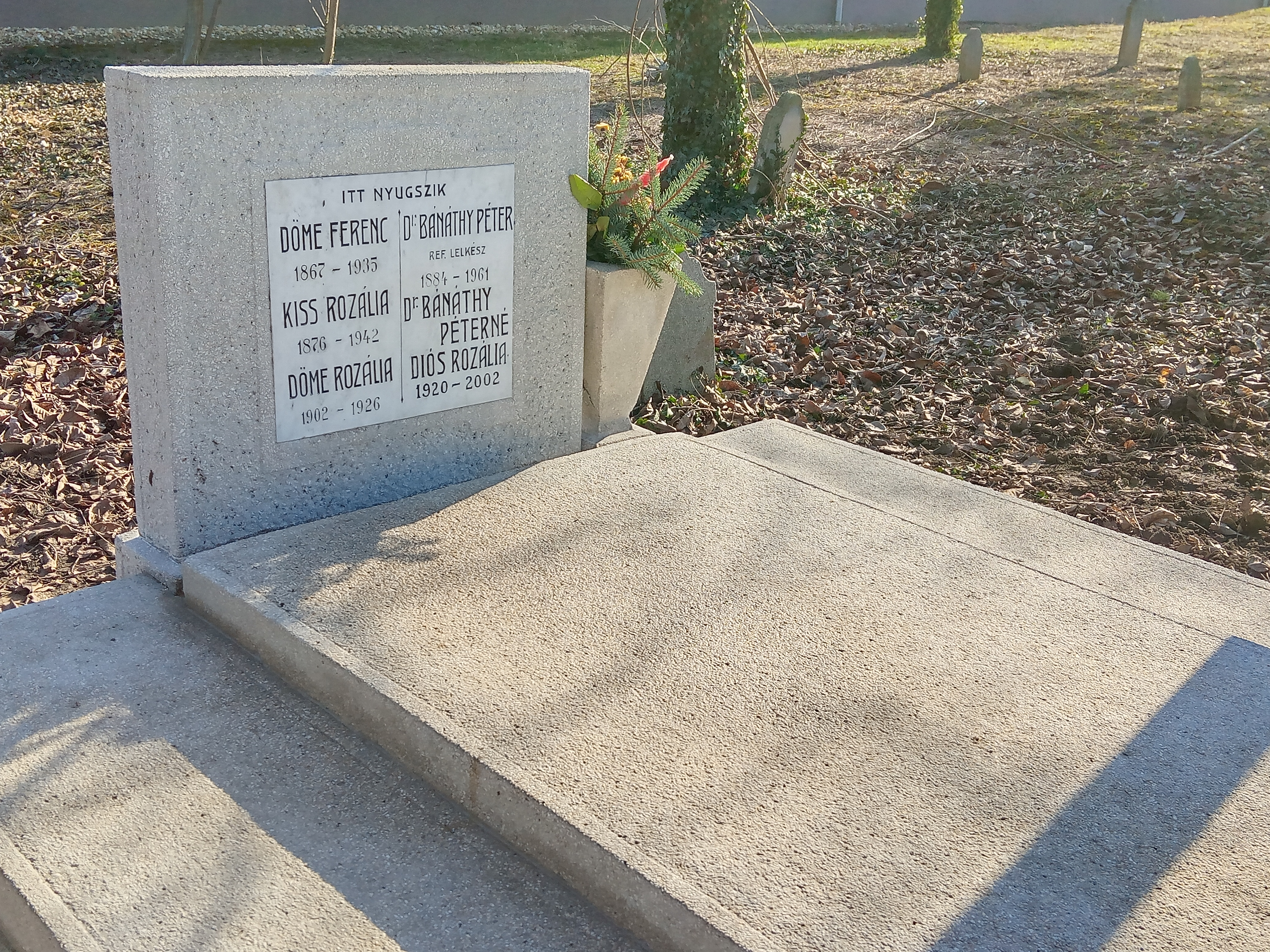
Vitéz Bánáthy Péter (1884-1961) református lelkész síremléke a makói református ótemetőben

## Magánélete
Felesége, Diós Rozália tanítónő volt.

## Művei
- A magyar piaristák II. József uralkodása alatt (Kolozsvár, 1914)
- A kommunizmus (Gyula, 1919)[3]

## Díjai
- Bronz Katonai Érdemérem a Katonai Érdemkereszt szalagján
- Ferenc József-rend lovagkeresztje hadi ékítménnyel és kardokkal
- II. o. Lelkészi Érdemkereszt a Vitézségi Érem szalagján

## Emlékezete
- 2019. július 6-án Makón, az Erdei Ferenc tér 5. alatt emléktáblát avattak tiszteletére.

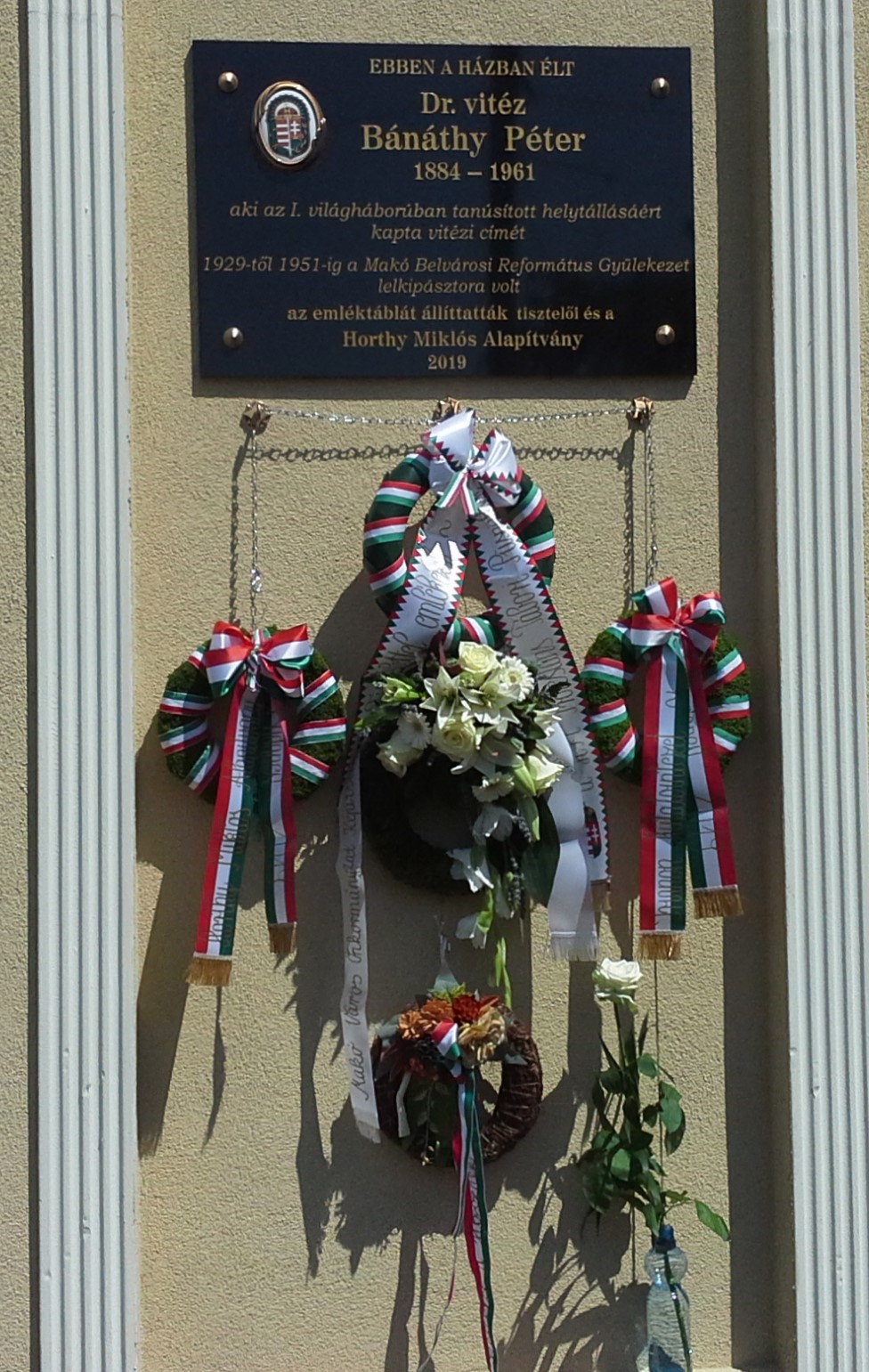
vitéz Bánáthy Péter makói református lelkész felavatott emléktáblája a koszorúkkal 2019_07_06